# John Henry Mackay
Pour les articles homonymes, voir MacKay et McKay.
John Henry Mackay, né le 6 février 1864 à Greenock, près de Glasgow, en Écosse (Royaume-Uni de Grande-Bretagne), et mort le 16 mai 1933 à Stahnsdorf, près de Berlin (Allemagne), est un poète, écrivain et penseur et individualiste libertaire d'expression allemande.

## Biographie
Son père, un courtier en assurance maritime, meurt alors qu'il n'a pas encore deux ans. Sa mère, issue d'une riche famille de Hambourg, retourne vivre en Allemagne où elle élève seule son fils.
Mackay s'installe à Berlin à partir de 1896. Il s'y lie d'amitié avec le sexologue Benedict Friedlaender (en), qui soutient financièrement le Comité scientifique humanitaire, une organisation de défense des homosexuels.
Influencé par Max Stirner, Mackay publie en 1891 le roman Anarchistes : mœurs du jour (Die Anarchisten), plaidoyer de l'anarchisme individualiste opposé au communisme. Le texte, traduit en français par Auguste Lavallé obtient un large succès vers la fin du xxe siècle. On lui doit d'ailleurs un travail de redécouverte et la seule biographie de référence sur Stirner, dont il fait le père de l'anarchisme individualiste, bien que ce dernier se soit en son temps farouchement opposé à l'anarchisme de Proudhon. Par son roman et ses livres sur Stirner, Mackay est à l'origine d'une vaste diffusion des idées individualistes libertaires.
Sous le pseudonyme Sagitta, Mackay écrit une série d'ouvrages ayant pour thème l'émancipation homosexuelle. Il publie ainsi de nombreux essais sur « l'amour grec » et « l'amour sans-nom », mais également, en 1926, le roman Der Puppenjunge (mieux connu sous le titre anglais, The Hustler), récit précis et sans concession, admiré par Christopher Isherwood, des mœurs pédérastes dans les bars homosexuels de Berlin.
Il collabore également avec Richard von Krafft-Ebing et, de par son amitié avec Rudolf Steiner s'intéresse de près à la théosophie.
Sa vocation principale demeure néanmoins celle de poète, et de poète homosexuel par excellence, dans un style alliant symbolisme et expressionnisme. Son premier recueil de poèmes s'intitule Sturm ['Orage'] (1888) ; mais son chef-d'œuvre poétique demeure Die Namenlose Liebe ['L'Amour sans nom'] en sept volumes (1906–1926). Les poèmes de Mackay sont largement diffusés en son temps. Arnold Schoenberg compose une musique sur son poème Am Wegrand (8 Lieder, op. 6). Richard Strauss inclut Morgen! et Heimliche Aufforderung dans Vier Lied, op. 27, un cycle de lieder offert comme cadeau de noces à sa femme en 1894. Strauss a en outre mis en musique les poèmes Verführung (op. 33, no 1) et In der Campagna (op. 41, no 2).
Mackay est mort probablement d'une surdose de morphine.

## Œuvre

### Poésie
- Sturm (1888)
- Die Namenlose Liebe (1906–1926), en sept volumes

### Romans
- Die Anarchisten (1891) Publié en français sous le titre Anarchistes : mœurs du jour, traduit par Louis de Hessem, Paris, Tresse et Stock, 1892
- Der Puppenjunge (1926), signé du pseudonyme Sagitta